# Macrorhynchia sibogae
Macrorhynchia sibogae är en nässeldjursart som först beskrevs av Chantal Billard 1913.  Macrorhynchia sibogae ingår i släktet Macrorhynchia och familjen Aglaopheniidae. Inga underarter finns listade i Catalogue of Life.